# 鳴瀧站
鳴瀧站（日语：／ Narutaki eki */?）位於京都府京都市右京區鳴瀧嵯峨園町，是京福電氣鐵道北野線的鐵路車站。車站編號為B3。

## 歷史
- 1926年（大正15年）3月10日 - 隨著京都電燈經營的嵐山電鐵北野線從高雄口站（現在的宇多野站）延伸至帷子之辻站之際，本站隨之開業[1]。
- 1942年（昭和17年）3月2日 - 由於路線繼承，成為京福電氣鐵道的車站[1]。

## 車站構造
側式月台2面2線的地面車站。
本站到常盤站間為複線。出入口共有三個，往帷子之辻方向月台設有一處，往北野白梅町方向有兩處，位於月台兩端。

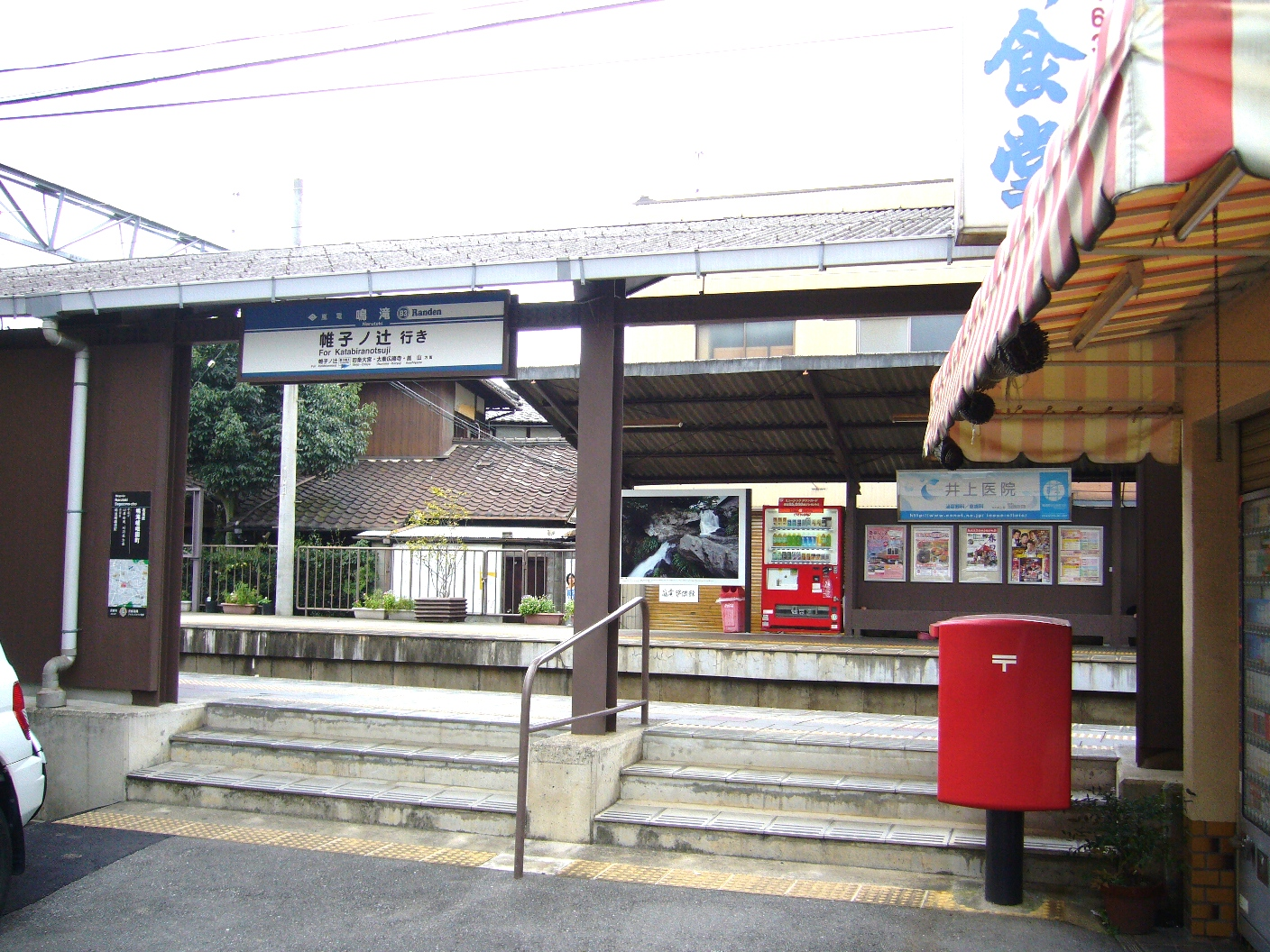
往帷子之辻方向月台側出入口

## 車站周邊
本站到宇多野站之間，線路兩側種有許多染井吉野櫻，因此該路段有「嵐電櫻之隧道」之稱。

## 相鄰車站
京福電氣鐵道
 北野線
宇多野（B4）－鳴瀧（B3）－常盤（B2）

## 外部連結
- 鳴瀧站 （页面存档备份，存于） - 京福電氣鐵道